# Cuthbert Jacobs
Cuthbert E. Jacobs (* 5. Januar 1952) ist ein ehemaliger antiguanischer Sprinter.

## Leben
Bei den Olympischen Sommerspielen 1976 lief er im Wettlauf über 200 m. Er schied im Vorlauf aus. Zusammen mit den Teamkollegen Paul Richards, Everton Cornelius, Elroy Turner und Calvin Greenaway war er für die 4-mal-100-Meter-Staffel der Männer gemeldet, kam dort aber nicht zum Einsatz. Mit Elroy Turner, Paul Richards und Fred Sowerby lief er die 4-mal-400-Meter-Staffel. Das Team schied in den Vorläufen aus.